# District de Luojiang
Pour les articles homonymes, voir Luojiang.
Le district de Luojiang (洛江区 ; pinyin : Luòjiāng Qū) est une subdivision administrative de la province du Fujian en Chine. Il est placé sous la juridiction de la ville-préfecture de Quanzhou.